# 18.ª etapa de la Vuelta a España 2019
La 18.ª etapa de la Vuelta a España 2019 tuvo lugar el 12 de septiembre de 2019 entre Colmenar Viejo y Becerril de la Sierra sobre un recorrido de 177,5 km y fue ganada en solitario por el colombiano Sergio Higuita del EF Education First. Un día más, el esloveno Primož Roglič mantuvo el maillot rojo.

## Clasificación de la etapa
| \| Clasificación de la etapa \| Clasificación de la etapa \| Clasificación de la etapa \| Clasificación de la etapa \| Clasificación de la etapa \| \| Ciclista \| Ciclista \| Equipo \| Tiempo \| \| \| ------------------------- \| ---------------------------- \| ----------------------------- \| ------------------------- \| ------------------------- \| \| 1.º \| Sergio Higuita \| EF Education First \| 4 h 33 min 09 s \| \| \| 2.º \| Primož Roglič \| Team Jumbo-Visma \| + 15 s \| \| \| 3.º \| Alejandro Valverde \| Movistar Team \| + 15 s \| \| \| 4.º \| Rafał Majka \| Bora-Hansgrohe \| + 15 s \| \| \| 5.º \| Miguel Ángel López \| Astana \| + 17 s \| \| \| 6.º \| Carl Fredrik Hagen \| Lotto-Soudal \| + 1 min 16 s \| \| \| 7.º \| Louis Meintjes \| Dimension Data \| + 1 min 16 s \| \| \| 8.º \| Nairo Quintana \| Movistar Team \| + 1 min 16 s \| \| \| 9.º \| Tadej Pogačar \| UAE Team Emirates \| + 1 min 16 s \| \| \| 10.º \| Óscar Rodríguez Garaicoechea \| Euskadi Basque Country-Murias \| + 3 min 47 s \| \| |                              |                               |                 |
| |                              |                               |                 |
| Fuente: ProCyclingStats |                              |                               |                 |
| Clasificación de la etapa |                              |                               |                 |
| Ciclista | Ciclista                     | Equipo                        | Tiempo          |
| 1.º | Sergio Higuita               | EF Education First            | 4 h 33 min 09 s |
| 2.º | Primož Roglič                | Team Jumbo-Visma              | + 15 s          |
| 3.º | Alejandro Valverde           | Movistar Team                 | + 15 s          |
| 4.º | Rafał Majka                  | Bora-Hansgrohe                | + 15 s          |
| 5.º | Miguel Ángel López           | Astana                        | + 17 s          |
| 6.º | Carl Fredrik Hagen           | Lotto-Soudal                  | + 1 min 16 s    |
| 7.º | Louis Meintjes               | Dimension Data                | + 1 min 16 s    |
| 8.º | Nairo Quintana               | Movistar Team                 | + 1 min 16 s    |
| 9.º | Tadej Pogačar                | UAE Team Emirates             | + 1 min 16 s    |
| 10.º | Óscar Rodríguez Garaicoechea | Euskadi Basque Country-Murias | + 3 min 47 s    |

## Clasificaciones al final de la etapa

### Clasificación general
| \| Clasificación general \| Clasificación general \| Clasificación general \| Clasificación general \| Clasificación general \| \| Ciclista \| Ciclista \| Equipo \| Tiempo \| \| \| --------------------- \| --------------------- \| --------------------- \| --------------------- \| --------------------- \| \| 1.º \| Primož Roglič \| Team Jumbo-Visma \| 71 h 16 min 54 s \| \| \| 2.º \| Alejandro Valverde \| Movistar Team \| + 2 min 50 s \| \| \| 3.º \| Nairo Quintana \| Movistar Team \| + 3 min 31 s \| \| \| 4.º \| Miguel Ángel López \| Astana \| + 4 min 17 s \| \| \| 5.º \| Tadej Pogačar \| UAE Team Emirates \| + 4 min 49 s \| \| \| 6.º \| Rafał Majka \| Bora-Hansgrohe \| + 7 min 46 s \| \| \| 7.º \| Wilco Kelderman \| Team Sunweb \| + 9 min 46 s \| \| \| 8.º \| Carl Fredrik Hagen \| Lotto-Soudal \| + 11 min 50 s \| \| \| 9.º \| James Knox \| Deceuninck-Quick Step \| + 12 min 44 s \| \| \| 10.º \| Marc Soler \| Movistar Team \| + 21 min 09 s \| \| |                    |                       |                  |
| |                    |                       |                  |
| Fuente: ProCyclingStats |                    |                       |                  |
| Clasificación general |                    |                       |                  |
| Ciclista | Ciclista           | Equipo                | Tiempo           |
| 1.º | Primož Roglič      | Team Jumbo-Visma      | 71 h 16 min 54 s |
| 2.º | Alejandro Valverde | Movistar Team         | + 2 min 50 s     |
| 3.º | Nairo Quintana     | Movistar Team         | + 3 min 31 s     |
| 4.º | Miguel Ángel López | Astana                | + 4 min 17 s     |
| 5.º | Tadej Pogačar      | UAE Team Emirates     | + 4 min 49 s     |
| 6.º | Rafał Majka        | Bora-Hansgrohe        | + 7 min 46 s     |
| 7.º | Wilco Kelderman    | Team Sunweb           | + 9 min 46 s     |
| 8.º | Carl Fredrik Hagen | Lotto-Soudal          | + 11 min 50 s    |
| 9.º | James Knox         | Deceuninck-Quick Step | + 12 min 44 s    |
| 10.º | Marc Soler         | Movistar Team         | + 21 min 09 s    |

### Clasificación por puntos
| Clasificación por puntos | Clasificación por puntos | Clasificación por puntos | Clasificación por puntos | Clasificación por puntos |
| Ciclista                 | Ciclista                 | Equipo                   | Puntos                   |                          |
| ------------------------ | ------------------------ | ------------------------ | ------------------------ | ------------------------ |
| 1.º                      | Primož Roglič            | Team Jumbo-Visma         | 137 pts                  |                          |
| 2.º                      | Tadej Pogačar            | UAE Team Emirates        | 99 pts                   |                          |
| 3.º                      | Alejandro Valverde       | Movistar Team            | 98 pts                   |                          |
| 4.º                      | Sam Bennett              | Bora-Hansgrohe           | 94 pts                   |                          |
| 5.º                      | Nairo Quintana           | Movistar Team            | 92 pts                   |                          |
| 6.º                      | Miguel Ángel López       | Astana                   | 64 pts                   |                          |
| 7.º                      | Philippe Gilbert         | Deceuninck-Quick Step    | 59 pts                   |                          |
| 8.º                      | Sergio Higuita           | EF Education First       | 52 pts                   |                          |
| 9.º                      | Alex Aranburu            | Caja Rural-Seguros RGA   | 52 pts                   |                          |
| 10.º                     | Dylan Teuns              | Bahrain-Merida           | 51 pts                   |                          |

### Clasificación de la montaña
| Clasificación de la montaña | Clasificación de la montaña | Clasificación de la montaña   | Clasificación de la montaña | Clasificación de la montaña |
| Ciclista                    | Ciclista                    | Equipo                        | Puntos                      |                             |
| --------------------------- | --------------------------- | ----------------------------- | --------------------------- | --------------------------- |
| 1.º                         | Geoffrey Bouchard           | AG2R La Mondiale              | 76 pts                      |                             |
| 2.º                         | Ángel Madrazo               | Burgos-BH                     | 44 pts                      |                             |
| 3.º                         | Tao Geoghegan Hart          | Team Ineos                    | 35 pts                      |                             |
| 4.º                         | Wout Poels                  | Team Ineos                    | 31 pts                      |                             |
| 5.º                         | Alejandro Valverde          | Movistar Team                 | 26 pts                      |                             |
| 6.º                         | Tadej Pogačar               | UAE Team Emirates             | 25 pts                      |                             |
| 7.º                         | Jakob Fuglsang              | Astana                        | 24 pts                      |                             |
| 8.º                         | Mikel Bizkarra              | Euskadi Basque Country-Murias | 22 pts                      |                             |
| 9.º                         | Primož Roglič               | Team Jumbo-Visma              | 22 pts                      |                             |
| 10.º                        | Sergio Luis Henao           | UAE Team Emirates             | 21 pts                      |                             |

### Clasificación de los jóvenes
| Clasificación del mejor joven | Clasificación del mejor joven | Clasificación del mejor joven | Clasificación del mejor joven | Clasificación del mejor joven |
| Ciclista                      | Ciclista                      | Equipo                        | Tiempo                        |                               |
| ----------------------------- | ----------------------------- | ----------------------------- | ----------------------------- | ----------------------------- |
| 1.º                           | Miguel Ángel López            | Astana                        | 71 h 21 min 11 s              |                               |
| 2.º                           | Tadej Pogačar                 | UAE Team Emirates             | + 32 s                        |                               |
| 3.º                           | James Knox                    | Deceuninck-Quick Step         | + 8 min 27 s                  |                               |
| 4.º                           | Sergio Higuita                | EF Education First            | + 27 min 52 s                 |                               |
| 5.º                           | Ruben Guerreiro               | Katusha-Alpecin               | + 35 min 57 s                 |                               |
| 6.º                           | Kilian Frankiny               | Groupama-FDJ                  | + 43 min 08 s                 |                               |
| 7.º                           | Sepp Kuss                     | Team Jumbo-Visma              | + 58 min 29 s                 |                               |
| 8.º                           | Tao Geoghegan Hart            | Team Ineos                    | + 58 min 35 s                 |                               |
| 9.º                           | Óscar Rodríguez Garaicoechea  | Euskadi Basque Country-Murias | + 59 min 53 s                 |                               |
| 10.º                          | Neilson Powless               | Team Jumbo-Visma              | + 1 h 09 min 51 s             |                               |

### Clasificación por equipos
| Clasificación por equipos | Clasificación por equipos     | Clasificación por equipos | Clasificación por equipos |
| Equipo                    | Equipo                        | Tiempo                    |                           |
| ------------------------- | ----------------------------- | ------------------------- | ------------------------- |
| 1.º                       | Movistar Team                 | 212 h 54 min 00 s         |                           |
| 2.º                       | Astana                        | + 46 min 03 s             |                           |
| 3.º                       | Team Jumbo-Visma              | + 1 min 32 s              |                           |
| 4.º                       | Mitchelton-Scott              | + 2 h 12 min 29 s         |                           |
| 5.º                       | AG2R La Mondiale              | + 2 h 50 min 23 s         |                           |
| 6.º                       | Dimension Data                | + 3 h 00 min 35 s         |                           |
| 7.º                       | Team Sunweb                   | + 3 h 08 min 42 s         |                           |
| 8.º                       | Euskadi Basque Country-Murias | + 3 h 10 min 14 s         |                           |
| 9.º                       | Ineos                         | + 3 h 32 min 22 s         |                           |
| 10.º                      | Bahrain-Merida                | + 3 h 32 min 30 s         |                           |

## Abandonos
- Amanuel Ghebreigzabhier, tras sufrir una caída, abandonó durante el transcurso de la etapa.[2]
- Vasil Kiryienka[3]